# Karl III Wilhelm av Baden-Durlach
Karl III Wilhelm, markgreve av Baden-Durlach 1709. Född 17 januari 1679 i Durlach, son till Fredrik VII av Baden-Durlach och Augusta Maria av Holstein-Gottorp. Död 12 maj 1738 i Karlsruhe.
Ättling till kung Gustav Vasa av Sverige.
Gift med Magdalena Wilhelmina av Württemberg.
Barn:
1. Fredrik av Baden-Durlach (→ Bl.a. Ätten Bernadotte av Sverige, via Victoria av Baden gift med Gustaf V)